# Isla de Fayal
La isla de Fayal (en portugués: Faial) es la quinta isla más grande del archipiélago de las Azores, Portugal. Su capital es Horta.

## Descripción
La isla se encuentra en el grupo central del archipiélago de las Azores y forma parte de las llamadas "islas del triángulo", junto con San Jorge y con la vecina isla de Pico separada por el Canal de Fayal, un estrecho brazo de mar de unos 8 km de anchura. La isla tiene una extensión cercana a los 172 km², con 21 km de largo y una anchura máxima de 14 km. El punto de la isla más alto es el Cabeço Gordo, con una altura de 1043 m s. n. m. Fayal también es conocida como la isla del azul de las Azores, por su gran variedad de playas y flores, y también algunos habitantes de Portugal la llaman el Paraíso de las Azores. Ofrece desde la playa una magnífica vista del volcán de Pico. Fue descubierta en 1427.
La isla, que en el pasado dependió de la caza de ballenas y la agricultura, fue próspera hasta la erupción del Capelinhos en 1957. Las comunidades de las costas septentrional y occidental se vieron muy afectadas por la erupción del volcán, pues tierras agrícolas quedaron inutilizadas y cubiertas con arena y ceniza. Esto llevó a la emigración de cuatro mil personas a los Estados Unidos, dirigidos por miembros de la diáspora portuguesa en Nueva Inglaterra y el influyente senador de Massachusetts, John F. Kennedy. Además, la caza de ballenas, como un negocio comercial viable, fue lentamente recortada con innovaciones en el sector químico y la lucha por los derechos de los animales.

## Geografía

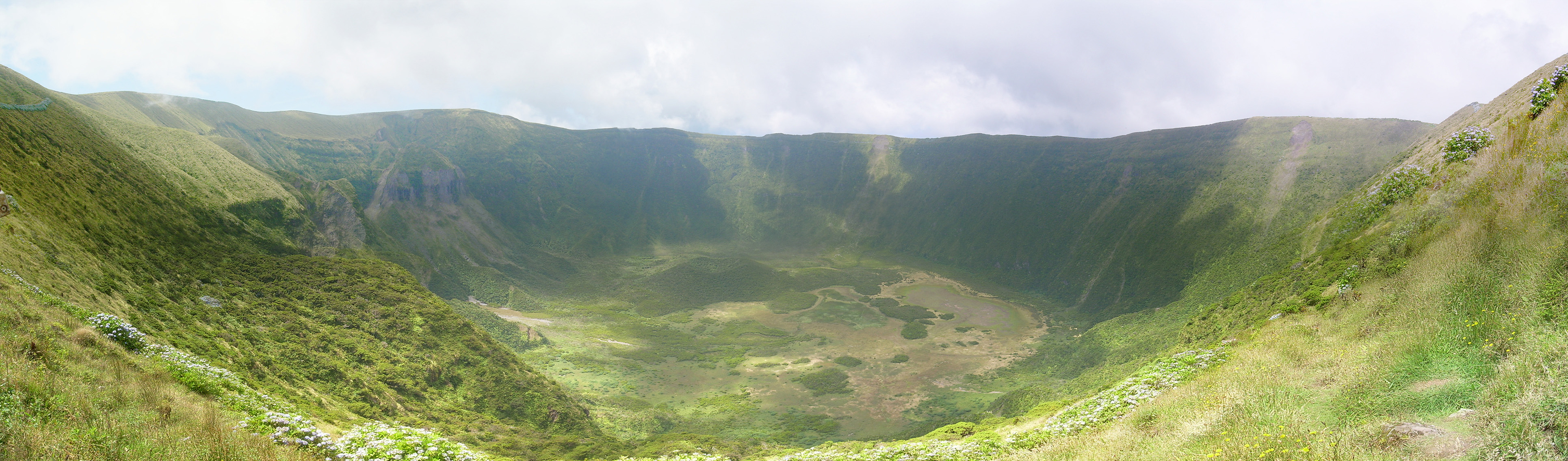
Vista panorámica de la caldera de Fayal.

Junto con otras islas del archipiélago de las Azores, Fayal es de origen volcánico y está cerca de la línea divisoria entre las placas tectónicas de Europa y América del Norte. De hecho, la isla se puede considerar (desde una perspectiva geofísica), el punto más occidental de Europa (las dos islas al oeste de Fayal, Corvo y Flores, ya están en la placa de América).
Visualmente, la isla se caracteriza por ser un pentágono irregular, que ocupa un área de aproximadamente 173 kilómetros cuadrados, y formado por una falla transformante que se extiende desde la Cordillera del Atlántico Medio a las fallas de Hirondella. Esta es la misma falla que divide el resto del grupo central de islas a lo largo de una dirección oeste-noroeste a la orientación este-sureste. Aunque formado por eventos vulcanológicos complejos, la masa de tierra actual está dominada por el cráter de su volcán central, con flancos relativamente suaves de pendiente, que muestra pocos signos de erosión.

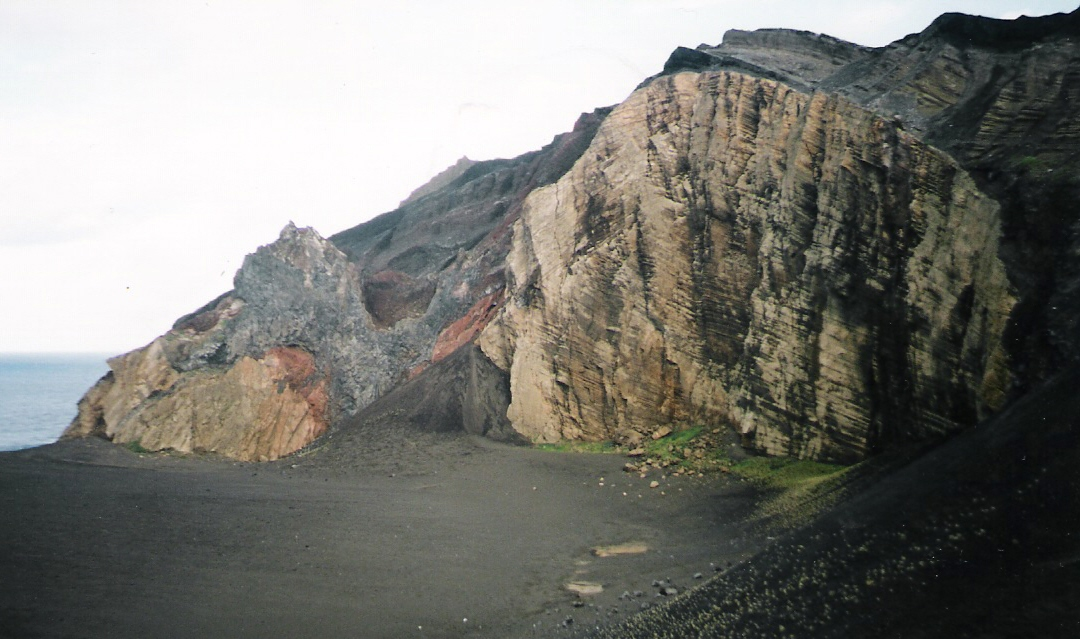
Acantilado fósil en el volcán de Capelinhos. Su última erupción ocurrió en 1957.

La naturaleza de la estructura del estratovolcán en la isla converge en el complejo volcánico de la caldera central, aunque el punto más alto se produce a lo largo de la ribera sur, en la cima de Cabeço Gordo (1.043 m sobre el nivel del mar). La Caldeira (Caldera) es casi circular, 2.000 m de perímetro, con una profundidad de 400 m por debajo de la cima del Cabeço Gordo. Su centro se divide por pantanos de agua, matorrales y está rodeada de acantilados casi verticales con una vegetación diversa, ambas endémicas o invasivas de la Macaronesia. Está constituido por material piroclástico y lahares.

## Tradiciones

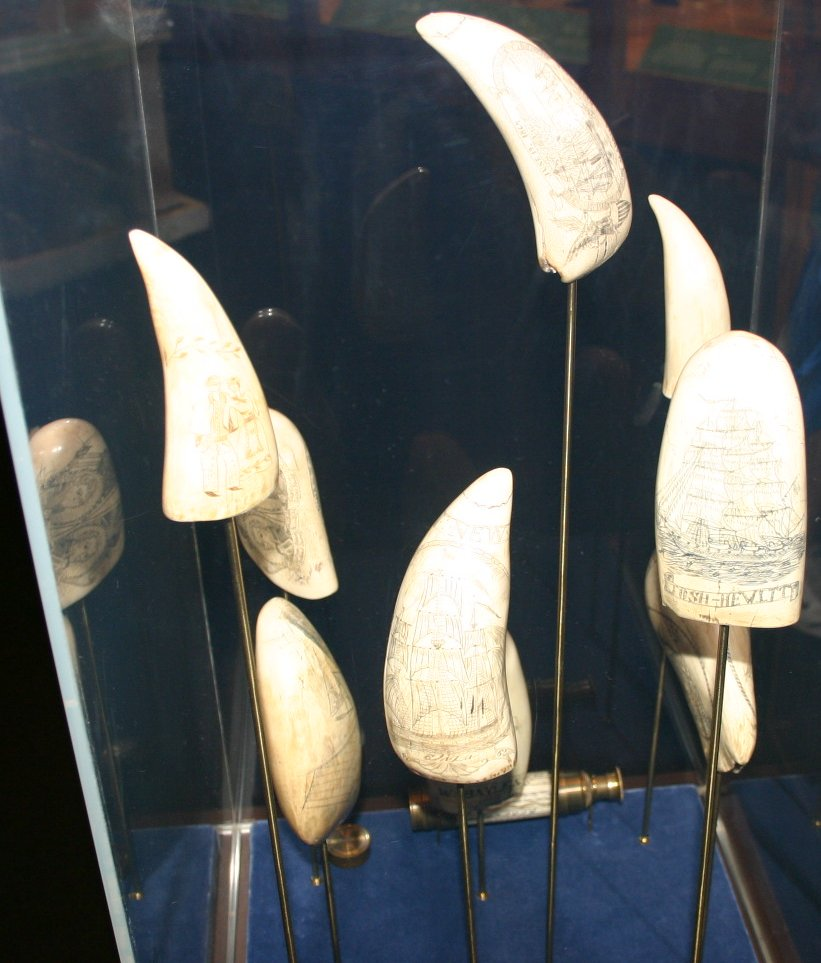
Colección de Scrimshaw en exhibición en el Museo Nacional Smithsonian de Historia.

La isla, al igual que algunas otras islas de las Azores, produce quesos y otros productos lácteos, junto con la carne de vaca y subproductos notables en Portugal, y cuenta con una rica gastronomía que incluye pescados y mariscos locales.
El Scrimshaw, obra hecha de dientes de ballena, es una artesanía tradicional de las Azores. Sin embargo, debido a la prohibición de la caza de ballenas en Portugal, algunos diseños de esto pueden costar cientos de euros, debido a la rareza de los dientes de ballena.
El Peter Café Sport, situado en Horta, es un histórico bar de marineros que se ha convertido en una referencia comercial y turística para la isla y para el archipiélago.

## Galería

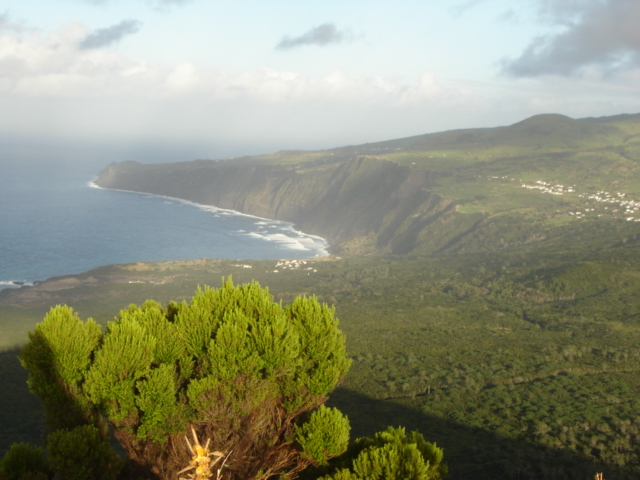
Costa norte de Fayal.
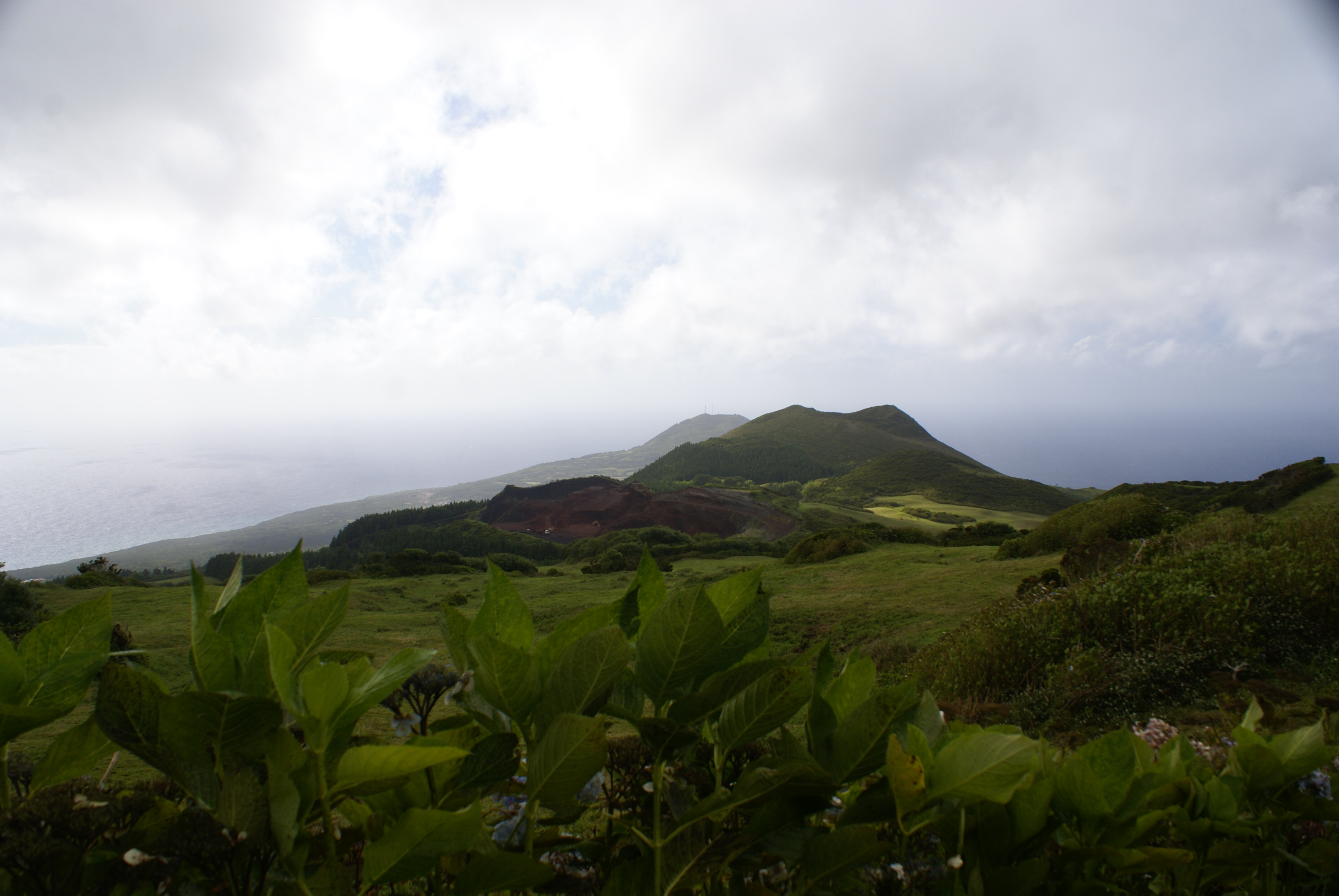
Cabeço dos Trinta, en el interior de la isla.
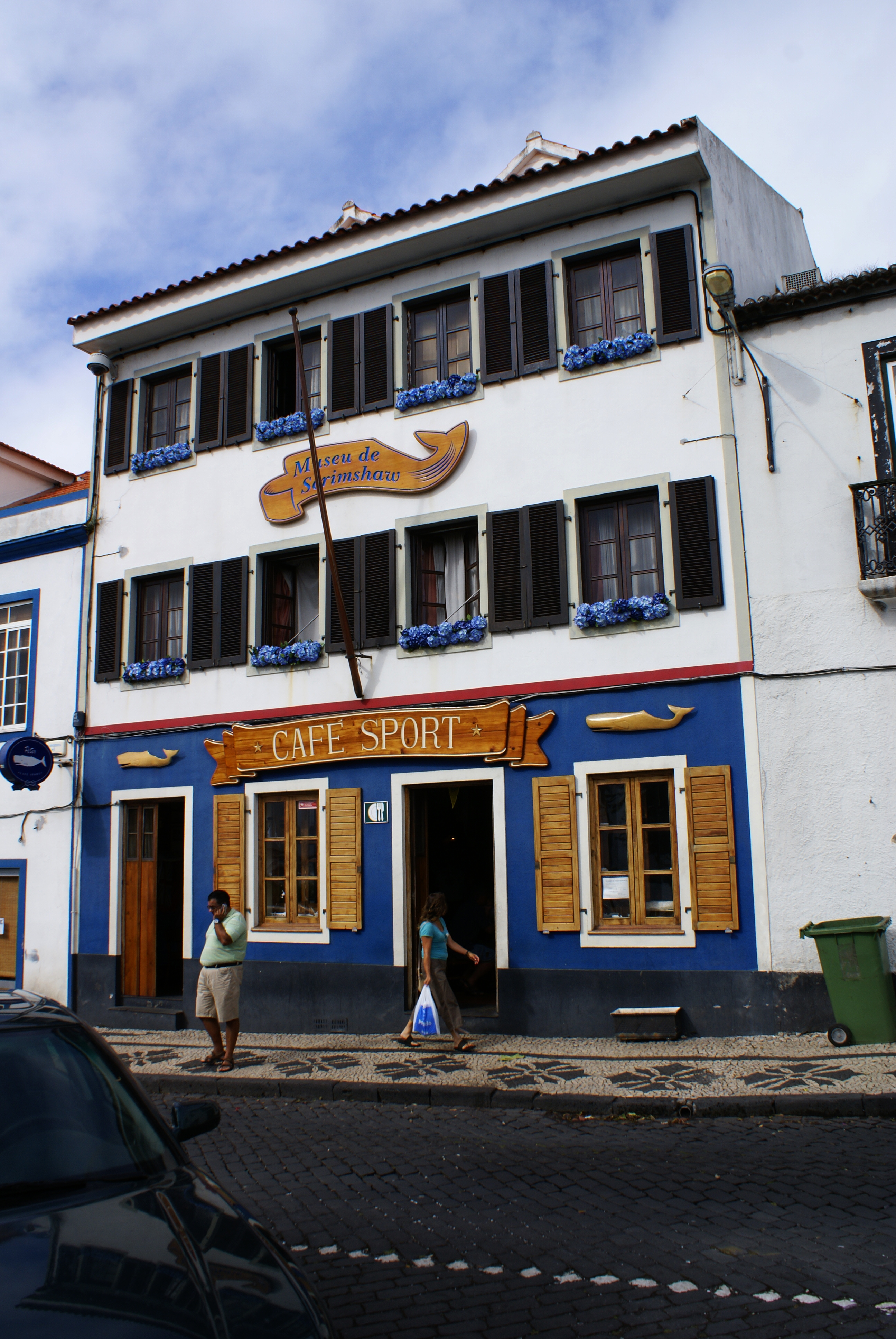
Peter Café Sport.